# Notomma fuelleborni
Notomma fuelleborni är en tvåvingeart som först beskrevs av Günther Enderlein 1920.  Notomma fuelleborni ingår i släktet Notomma och familjen borrflugor.
Artens utbredningsområde är Tanzania. Inga underarter finns listade i Catalogue of Life.